# 石井忠雄
石井 忠雄（いしい ただお、1953年4月22日 - ）は、日本の裁判官、法務官僚。法務省人権擁護局長や、知的財産高等裁判所部総括判事、東京高等裁判所部総括判事を歴任した。

## 人物・経歴
埼玉県生まれ。1976年明治大学法学部卒業。法務省訟務局行政訟務第一課長、法務省大臣官房民事訟務課長、法務省大臣官房参事官（訟務担当）、東京地方裁判所部総括判事を経て、2009年法務省人権擁護局長。2012年長野地方裁判所長。2014年知的財産高等裁判所部総括判事。2015年東京高等裁判所部総括判事。退官後、第二東京弁護士会弁護士登録。法務省難民審査参与員等も歴任した。2020年川崎市差別防止対策等審査会委員。

## 著書
- 『国家賠償訴訟入門』三協法規出版 2005年
- 『公法系訴訟実務の基礎』（中川丈久, 斎藤浩, 鶴岡稔彦と共編）弘文堂 2008年、第2版2011年